# Велика награда Европе 2008.
Велика награда Европе 2008. године је била трка у светском шампионату Формуле 1 2008. године која се одржала на аутомобилској стази у Валенсији, 23. августа 2008. године.
Победник је био Фелипе Маса, другопласирани Луис Хамилтон, док је трку као трећепласирани завршио Роберт Кубица.